# Schloss Horšovský Týn

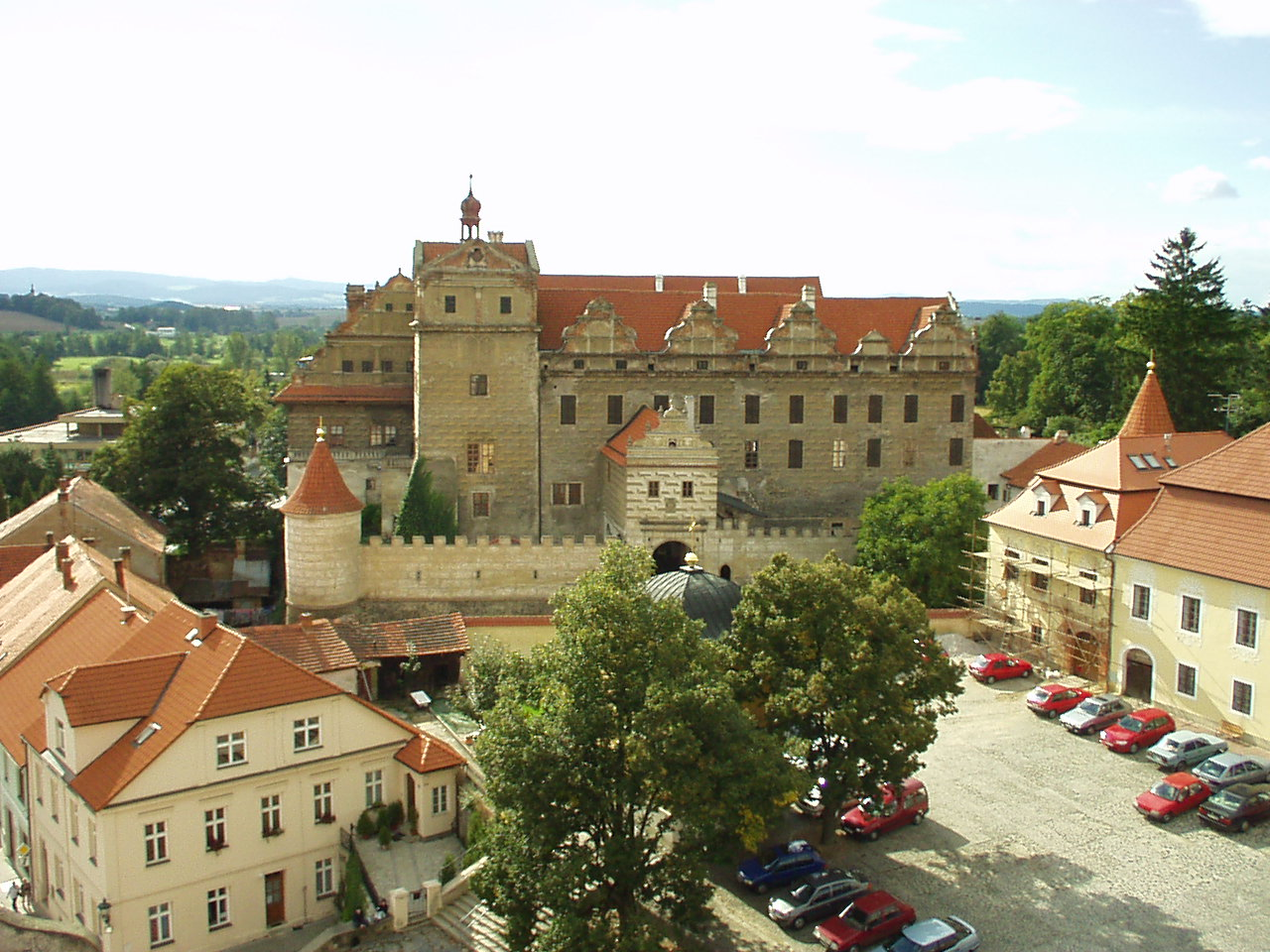
Schloss Horšovský Týn

Schloss Horšovský Týn (deutsch Schloss Bischofteinitz) liegt in Horšovský Týn im Okres Domažlice in Tschechien.

## Geschichte
Auf den Besitztümern der Prager Bischöfe entstand vermutlich nach burgundischen Vorbildern, die über Bayern vermittelt wurden, nach 1258 in Bischofteinitz eine Burganlage mit einem Palast und der Dreifaltigkeitskapelle, die in einem Turm eingebaut wurde, sowie Burgtoren auf den Grundmauern einer älteren umfangreichen Befestigungsanlage, die zum Teil erhalten sind. Auch tiefe Keller, prachtvoll gewölbte Säle des ehemaligen Pfalzgebäudes der Bischöfe wurden freigelegt. Der gewaltige Mittelpfeiler des Gewölbes trägt die Last der alten Pfalz der Prager Bischöfe und das spätere Renaissanceschloss. Einen ersten Umbau des Burgbereichs veranlasste der Prager Erzbischof Ernst von Pardubitz in der Mitte des 14. Jahrhunderts.
Von 1539 bis 1620 gehörten die Herrschaft und die Stadt Bischofteinitz Angehörigen der Herren Lobkowitz von Hassenstein in Erbuntertänigkeit. Wilhelm von Lobkowitz wurde für seine Teilnahme am Prager Ständeaufstand 1621 zum Tode und zur Beschlagnahme seines Besitzes verurteilt. 1623 erwarb der steiermärkische Graf und kaiserliche Diplomat Maxmilian von Trauttmansdorff das Konfiskat für eine geringfügige Summe. Schloss und Herrschaft blieben bis zur Enteignung im Jahre 1945 im Besitz der Fürsten Trauttmansdorff. Zu ihrem Teinitzer Güterbesitz gehörte ab 1656 auch Hostouň, ferner Puclice.

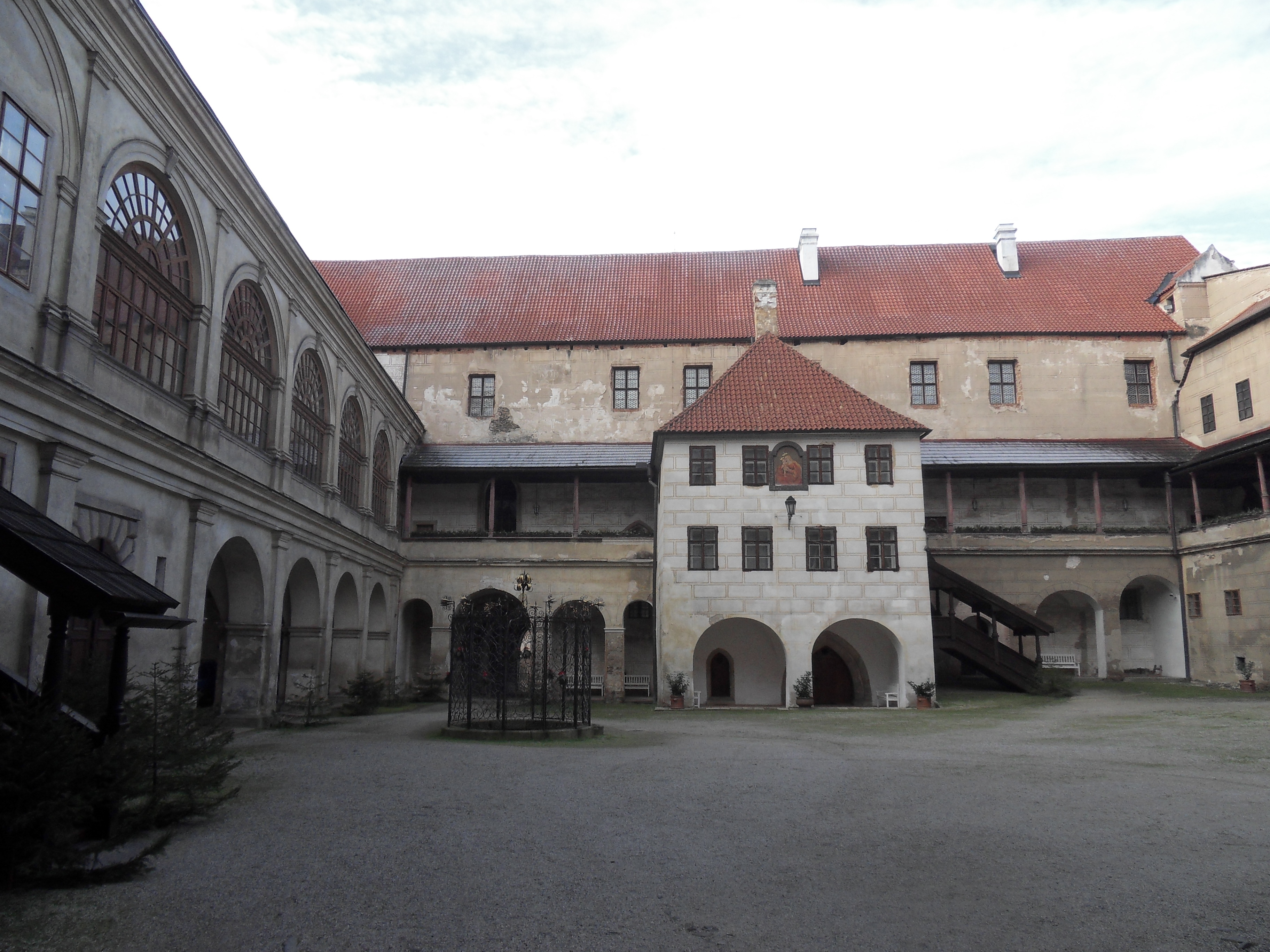
Innenhof

Ende des 16. Jahrhunderts wurde die Burg in Renaissancestil umgebaut. Baumeister Agostino Galli erhöhte damals den Palast in Bischofteinitz für Johann den Jüngeren von Lobkowitz, ebnete das Gelände im Innenhof und erstellte ein neues Schlossgebäude, gleichzeitig mit dem Palais Lobkowitz vor der Prager Burg (dem späteren Palais Salm und heutigen Palais Schwarzenberg). Zu Beginn des 17. Jahrhunderts wurde ein Südflügel mit Innenhofarkaden angebaut. Es gibt wenige Bauten aus der zweiten Hälfte des 16. Jahrhunderts, die so stilsicher bis in die heutige Zeit erhalten geblieben sind.
Weitere Umbauten erfolgten nach Plänen des Architekten Josef Schulz Ende des 19. Jahrhunderts. Derzeit sind Erhaltungsarbeiten der Denkmalspflege von Bedeutung, unter anderem die Entfernung der Übermalungen der Restauratoren nach 1880.